# Terror by Night
Terror by Night (en España: Terror en la noche) es una película de intriga policiaca de Sherlock Holmes de 1946 dirigido por Roy William Neill y protagonizado por Basil Rathbone y Nigel Bruce. La historia gira en torno al robo de un famoso diamante a bordo de un tren.
La trama de la película es en su mayoría una historia original que no se basa directamente en ninguno de los relatos de Holmes de Arthur Conan Doyle, pero utiliza elementos de la trama menores de La casa deshabitada, La desaparición de Lady Frances Carfax y El signo de los cuatro.

## Sinopsis
Sherlock Holmes (Basil Rathbone) debe custodiar la Estrella de Rodesia, un valioso diamante propiedad de a Lady Carstairs. Roland, su hijo, teme que durante el viaje en tren de Londres a Edimburgo puedan robarle la famosa y codiciada joya. Y sus temores se cumplen: Roland aparece muerto en el tren y el diamante ha desaparecido. Es entonces cuando interviene Holmes, que con la ayuda del Dr. Watson y del inspector Lestrade, intentará recuperar la joya.

## Reparto
- Basil Rathbone - Sherlock Holmes
- Nigel Bruce - Dr. Watson
- Alan Mowbray - Mayor Duncan-Bleek/Sebastian Moran
- Dennis Hoey - Inspector Lestrade
- Renee Godfrey - Vivian Vedder
- Frederick Worlock - Profesor Kilbane
- Mary Forbes - Lady Margaret Carstairs
- Skelton Knaggs - Sands
- Billy Bevan - Inpector del tren
- Geoffrey Steele - El Honorable Roland Carstairs
- Harry Cording - Mock el fabricante de ataúdes